# Curtonotidae
Famille
Les Curtonotidae sont une famille de diptères muscomorphes.

## Liste des genres
Selon BioLib (12 mai 2019) :
- Axinota van der Wulp, 1886
- Curtonotum Macquart, 1843
- Cyrtona Séguy, 1938